# Peluca

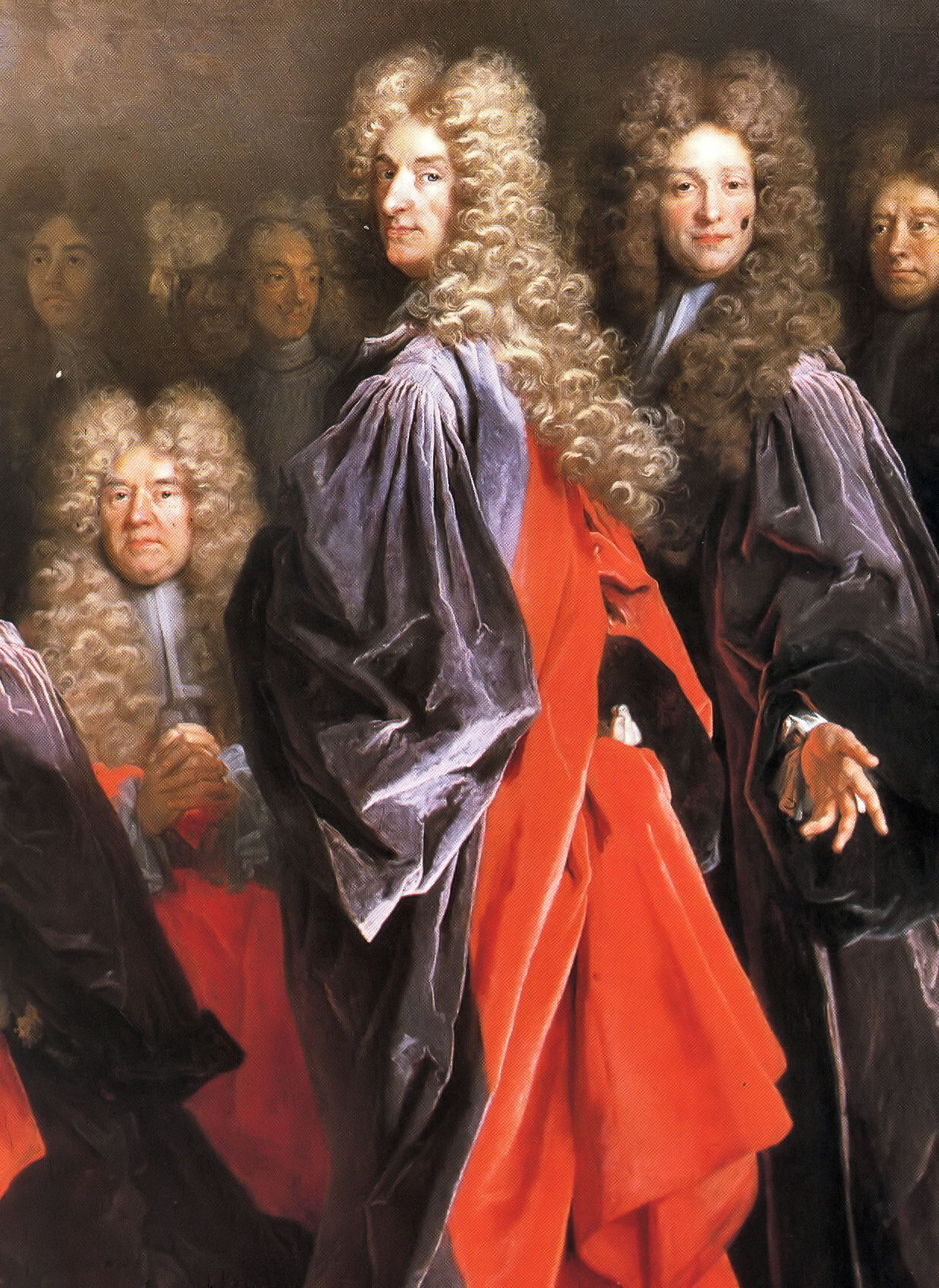
Aristócratas franceses con pelucas
, con peluca barroca.

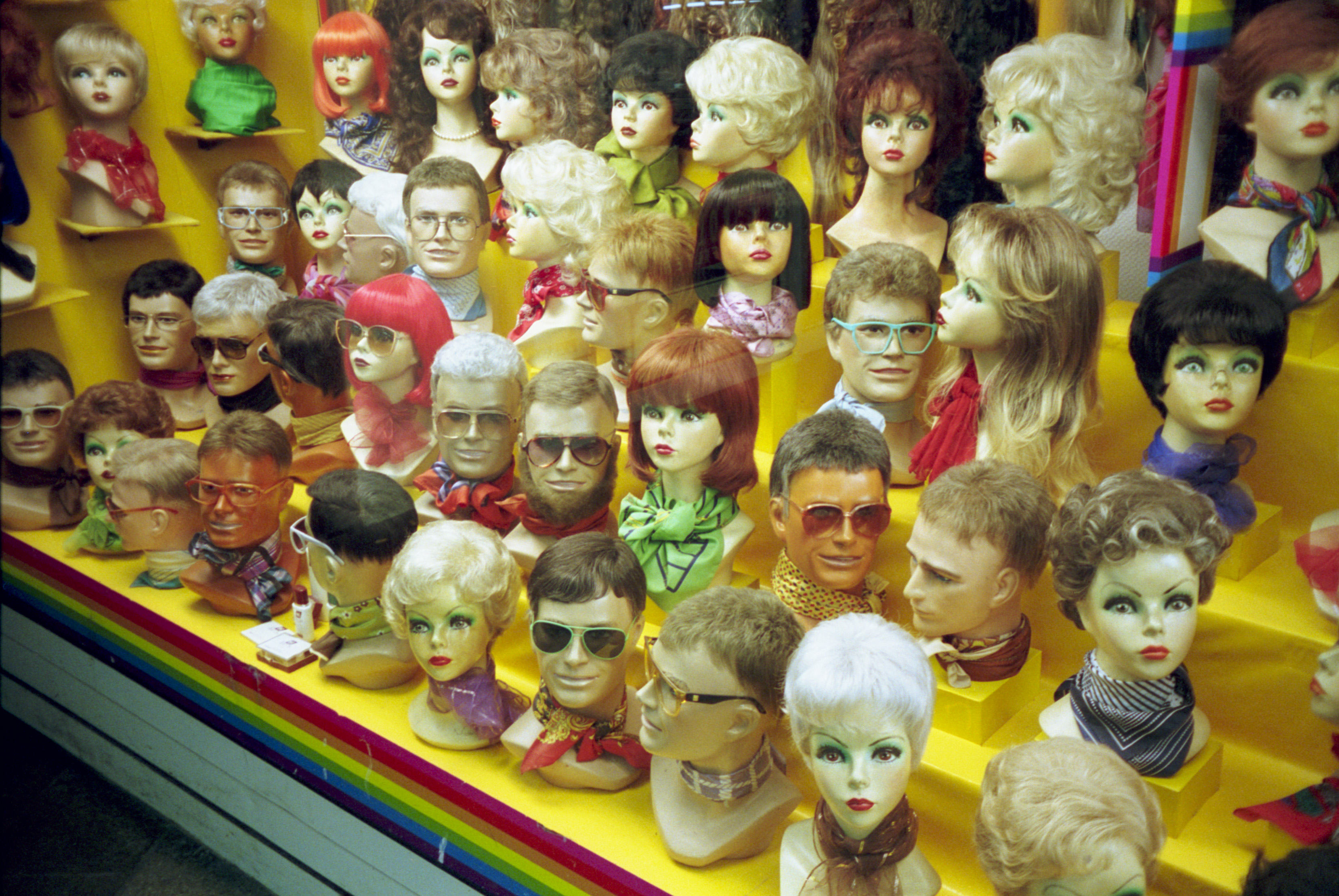
Diferentes modelos de peluca

Una peluca es una cabellera postiza de cabello sintético o natural, usado en la cabeza principalmente por motivos estéticos. Muchos hombres y mujeres usan pelucas para disimular su pérdida de cabello. Las denominadas prótesis capilares pueden ser indetectables a simple vista. Los actores usan pelucas para conseguir mayor similitud con sus personajes.

## Historia de la peluca
Los egipcios fueron buenos artesanos elaborando pelucas que se confeccionaban con cabellos naturales. Hoy en día, se conservan buenos ejemplos de dichas confecciones en diferentes museos del mundo. También eran populares las pelucas entre los pueblos asirio y fenicio.
Eran más extrañas en el lejano oriente, que solo se usaban entre los actores de teatro, por ejemplo están las pelucas katsura usadas en el teatro tradicional Japonés. También eran usadas por las geishas
Las pelucas también eran populares en la época antigua, en Grecia y Roma. En el siglo I a. C. tuvieron gran aceptación las pelucas rubias en Roma, confeccionadas con cabellos de los pueblos germánicos sometidos por el Imperio.
La Iglesia trató de eliminar repetidamente su uso por su relación con actividades festivas o licenciosas. En el 629 d. C. el Concilio de Constantinopla excomulgó a los cristianos que se resistieran a prescindir de dicho complemento. Así a partir de la caída del Imperio romano el uso de pelucas entró en decadencia.[cita requerida]
En el siglo XVI se volvió a rescatar el uso de pelucas con la finalidad de compensar la calvicie. Por ejemplo a medida que envejecía la reina Isabel I de Inglaterra se fue haciendo con una importante colección de pelucas rojas, elaboradas y peinadas al estilo romano. Las pelucas también tenían el propósito de prevenir la tiña y los piojos, enfermedades muy frecuentes en aquella época debidas a las malas condiciones de higiene, así como encubrir la suciedad. Mientras, el rey Luis XIII de Francia puso de moda a partir del siglo XVII que los hombres llevaran pelucas. La pelucas se introdujeron en el mundo anglosajón en la época del rey Carlos II de Inglaterra durante la restauración del trono en Inglaterra después de un largo exilio en Francia. Estas pelucas llegaban a la altura de los hombros, imitando los largos cabellos tan de moda entre los hombres desde la década de 1620. Siendo las pelucas una prenda obligatoria para los hombres de prácticamente toda extracción social, el gremio de los peluqueros, que se estableció en Francia en 1665, ganó un prestigio considerable. Las pelucas en esa época eran muy elaboradas y cubrían fácilmente los hombros y el pecho. No es extraño que fueran pesadas e incómodas. La pelucas más caras se elaboraban con cabellos humanos, no obstante había materiales alternativos más económicos como el pelo de caballo y cabra.
En el siglo XVIII las pelucas se llevaban empolvadas, para darles su color blanco característico. Las que usaban las damas de la corte solían ser tan recargadas y voluminosas que se veían obligadas a viajar con la cabeza agachada en sus carruajes para no estropear el efecto de sus aparatosos tocados. Sin embargo, en la época georgiana en Inglaterra, el primer ministro William Pitt impuso un impuesto para que quien quisiera usar una peluca empolvada lo pagase. Sin embargo, al ver que era un impuesto ridículo y desmesurado que los elaboradores de pelucas cobraban, la misma gente optó por empolvarlas por sí mismos con harina o cal.
En el XIX existía una gran variedad de pelucas disponibles, si bien las pelucas completas no estuvieron de moda a lo largo de dicho siglo y a principios del XX, pues las utilizaban las damas mayores que habían perdido su cabello. 
Las pelucas se llevaban habitualmente durante los comienzos de la historia estadounidense. Así lo hicieron John Adams, Thomas Jefferson, James Madison y Alexander Hamilton.
Actualmente, en la mayoría de los países de la Commonwealth, las pelucas especiales son llevadas por abogados, jueces y un cierto número de oficiales del Parlamento como símbolo de su oficio. Hasta 1823, también todos los obispos del Reino Unido utilizaban pelucas ceremoniales.

## Uso militar
Desde finales del siglo XVII hasta principios del XIX las tropas usaban uniformes que imitaban más o menos las modas de la época. Como parte de los uniformes los oficiales llevaban pelucas más adecuadas para los salones que para el campo de batalla. Así, a finales del siglo XVII los oficiales llevaban pelucas muy largas de color natural, pero en el siglo XVIII los civiles adoptaron pelucas más cortas, empolvadas y recogidas con una trenza, que acabarían adoptando los militares ya que eran más prácticas para aguantar los rigores de la vida militar que las más elaboradas que se usaban en las cortes.
Aun en los climas extremos de la India y África o en cualquier colonia del mundo los oficiales británicos debían usar una peluca empolvada por incómodo que fuese. Por esta razón, las pelucas comenzaron a elaborarse de algodón tratado para ser un poco menos incómodas.

## Humor y lenguaje
El significado de las pelucas ha sido trasladado paulatinamente al campo del humor, enriqueciendo y fortaleciendo de esta manera su relación con el lenguaje.
En el Diccionario de la Real Academia Española (RAE) se hace referencia el término peluca como un coloquialismo para designar, con ironía, a la persona que usa pelucas. Peluca es también una reprensión furiosa y despectiva que se usa para humillar a un inferior, según el Diccionario.

## Fabricación de pelucas
En la actualidad la mayoría de las pelucas y postizos se fabrican industrialmente, pero todavía existen profesionales que son capaces de realizar este trabajo a mano.

## Prótesis capilar
Las pelucas de última generación son llamadas  prótesis capilar y se las utiliza para cubrir zonas del cuerpo sin pelo, generalmente de la cabeza.
Las pelucas son ampliamente utilizadas en la actualidad tanto por hombres como por mujeres. Los motivos para el uso de las pelucas en mujeres suelen estar asociados a la pérdida de cabello tras los tratamientos de quimioterapia. En los hombres otro motivo adicional es la caída de cabello debido a la alopecia androgenética.
Su principal diferencia con las pelucas tradicionales es que son indetectables a simple vista. Si se utilizan sobre la cabeza pueden ser parciales, que cubre parte del cuero cabelludo y se entremezclan con los cabellos propios o totales que cubren por completo el cuero cabelludo. También se les podría denominar, además de peluca, peluquín o bisoñé, aunque estas denominaciones se suelen dar a piezas poco elaboradas y fácilmente detectables.
Actualmente existe una gran cantidad de tipos:
- Por tipo de pelo:
  - Natural: existe un mercado de recolección de pelo natural en algunos países como China e India, también aunque en menor grado en países del este europeo. Este cabello se tiñe para adaptar a los colores que se necesitan.
  - Sintético: elaborado a partir de derivados del petróleo, se fabrica ya en el color a utilizar y no es posible teñir.
- Por tipo de soporte, cada fabricante dispone de sus denominaciones particulares algunas comunes son:
  - Malla suiza y francesa: son mallas coloreadas en el tono de la piel del usuario que hay que indicar en el pedido, son muy finas, más fina la suiza que la francesa. Una vez adheridas son difíciles de ver aún a pocos centímetros y dan la sensación de desaparecer, como no es determinante que el cabello oculte el soporte pueden ser usadas con bajas densidades de prótesis >50 %, considerando 100 % la densidad media de un adolescente varón sin alopecia.
  - Poli: es un soporte parecido a una ligera lona del color del cuero cabelludo, es mucho más resistente a la malla en cambio necesita una alta densidad del cuero cabelludo de la prótesis para no evidenciarse, no suelen ser recomendables para la línea delantera a no ser que la llevemos siempre cubierta con cabello.